# Foucart
Foucart is een gemeente in het Franse departement Seine-Maritime (regio Normandië) en telt 318 inwoners (1999). De plaats maakt deel uit van het arrondissement Le Havre. In de gemeente ligt spoorwegstation Foucart-Alvimare.

## Geografie
De oppervlakte van Foucart bedraagt 4,3 km², de bevolkingsdichtheid is 74,0 inwoners per km².
De onderstaande kaart toont de ligging van Foucart met de belangrijkste infrastructuur en aangrenzende gemeenten.

## Demografie
Onderstaande figuur toont het verloop van het inwonertal (bron: INSEE-tellingen).